# Cyrioctea marken
Cyrioctea marken är en spindelart som beskrevs av Norman I. Platnick och Rudy Jocqué 1992. Cyrioctea marken ingår i släktet Cyrioctea och familjen Zodariidae. Inga underarter finns listade i Catalogue of Life.